# صحافة جديدة

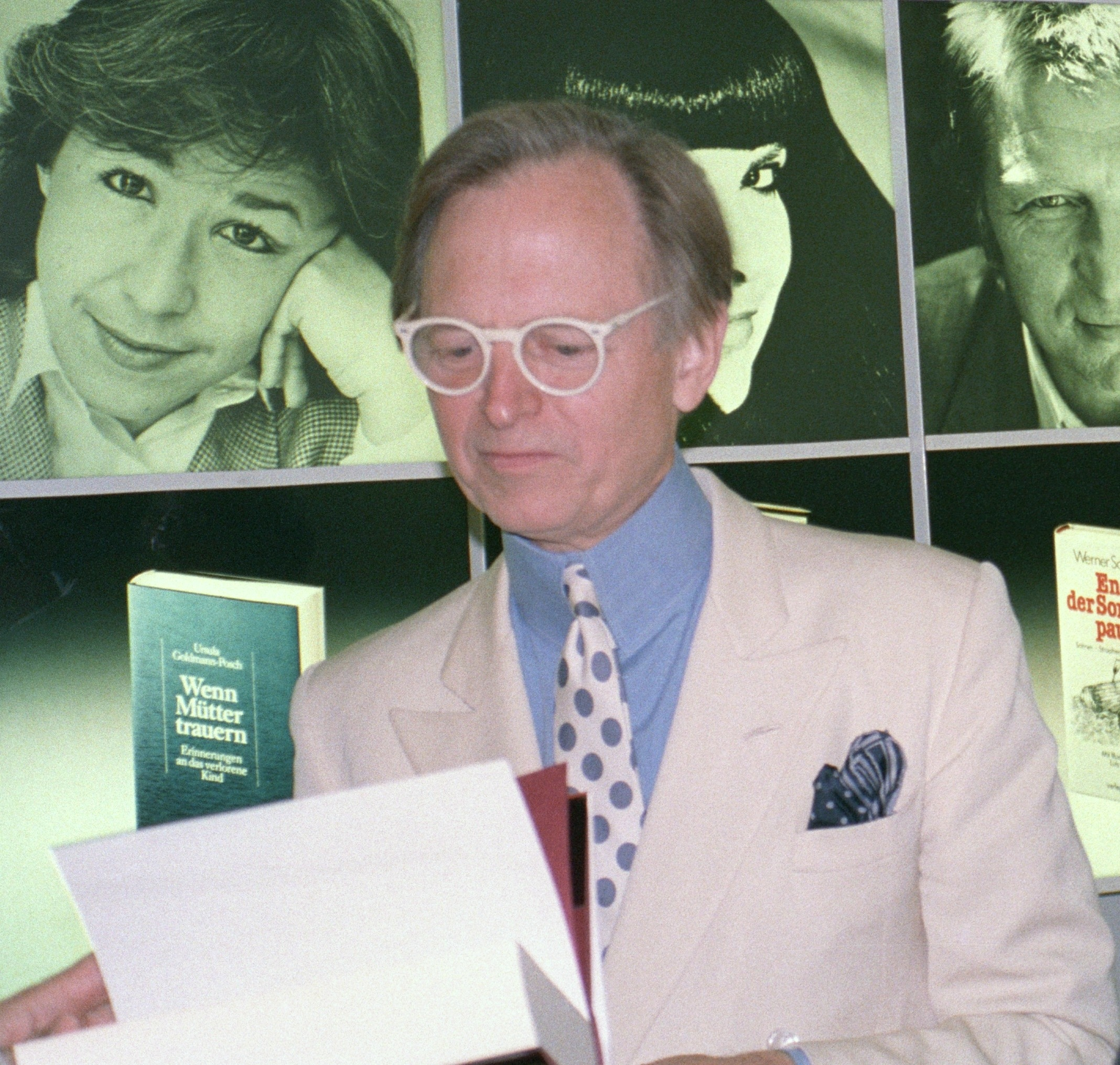

الصحافة الجديدة (بالإنجليزية: New Journalism) هي نوع من الكتابة الصحفية تطور في ستينات وسبعينات القرن العشرين، يُدرج فيه أساليب أدبية كانت تعتبر غير تقليدية آنذاك. تتسم حركة الصحافة الجديدة بأنها مكتوبة من منظور ذاتي، أي يعطي فيها الصحفي رأيه في الموضوع وتعليقه عليه صراحة. هو أسلوب أدبي يذكر بالأعمال المطولة اللاخيالية ويشدد على ما هو «صحيح» فضلا عما هو «حقيقي،» وعلى التغطية المكثفة فيما يغمر الصحفي نفسه في الموضوع وهو يكتب عنه. هذا كان خلافا للصحافة التقليدية، فيما كان الصحفي عامة خفيا والحقائق تغطى بأشد حيادية ممكنة. يعتبر أن ظاهرة الصحافة الجديدة كانت قد انتهت بحلول ثمانينات القرن العشرين.